# 寛保津波
座標: 北緯41度36分 東経139度24分 / 北緯41.6度 東経139.4度

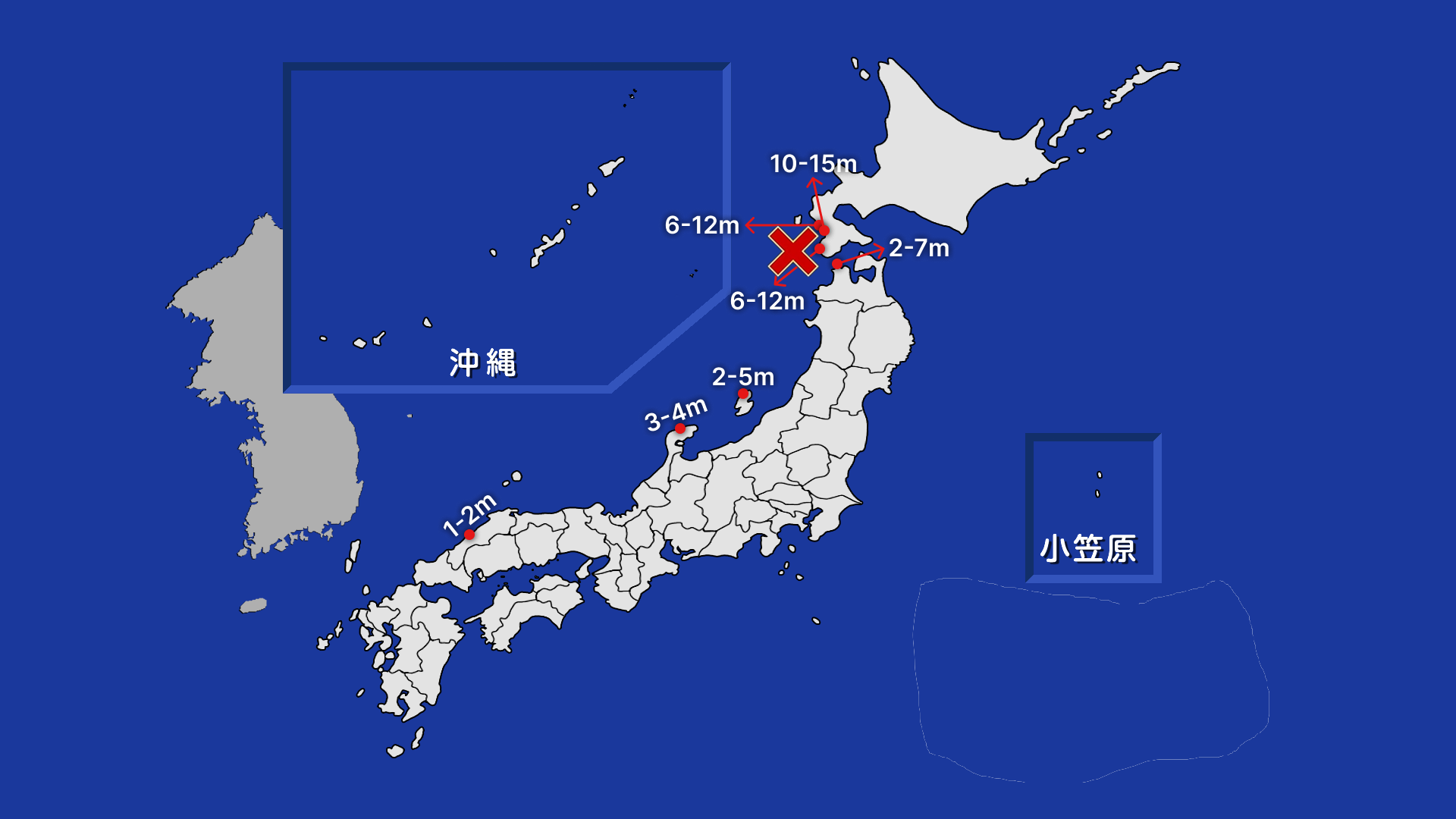
各地で観測された津波の高さ（いずれも推定値）を示した地図

寛保津波（かんぽうつなみ）とは、1741年8月29日（寛保元年7月19日）未明に日本海で発生した大津波である。北海道・渡島半島の西方約50キロメートルの日本海に浮かぶ渡島大島の噴火（火山爆発指数4）に伴う山体崩壊（含む海面下部分）が原因とされる。津波は北海道道南地方日本海沿岸から島根県沿岸にかけて、また朝鮮・江原道にも到達し、特に松前藩での死者数は2083人に上り、大災害であった。日本海側での津波としては史上最大級のものとされる。

## 概要
1741年8月18日（寛保元年7月8日）より、渡島大島の噴火（8月18日-23日頃）、有感地震（弘前などで8月18日・20日）、降灰（松前付近で8月25日-28日）が相次いでいた中、1741年8月29日（寛保元年7月19日）未明に渡島大島の噴火に伴う山体崩壊（含む海面下部分）が原因とみられる大津波が発生した。
津波は北海道道南地方日本海沿岸から島根県沿岸にかけて、また朝鮮・江原道にも到達し、津波の高さは北海道・乙部で10-15メートル、同松前・熊石間で6-12メートル、青森県・津軽で2-7メートル、新潟県・佐渡島で2-5メートル、石川県・能登で3-4メートル、島根県・江津で1-2メートルなどと、東京大学地震研究所・羽鳥徳太郎らにより推定されている。津波マグニチュードはm=3.5またはMt8.4とされ、日本海側での津波としては史上最大級のものであった。
朝鮮において観測された津波の高さは3-4メートルと推定されており、李氏朝鮮の資料『朝鮮王朝実録』では
と伝えている。
松前藩での被害は、「弘前藩庁日記（御国）」の地区毎の被害状況の合計から和人の死者2083人、また「松前年々記」によると家屋流失・倒壊791棟、破船1521艘。特に松前の江良地区では死者450人と被害が甚大であった。また、弘前藩では死者33人、家屋倒壊112棟、破船167艘の状況であった。

## 原因
数日前より渡島大島が噴火を起こしていたこと、渡島大島に山体崩壊の痕跡があること、当時の記録に地震の記載がないことから、渡島大島噴火→山体崩壊→岩なだれ海中流入が原因とする説がある。
これに対し、山体崩壊の規模に比し、津波規模（到達範囲・波高）が大きすぎるとの観点より、地震・津波モデルでのシミュレーションなどから、付近海底での低周波地震が原因との説が提唱された。
その後、潜水艇による付近の海底調査により、山体崩壊が海面下にも及んでいたことが判明、確認された津波堆積物や歴史記録上の津波の高さなどと概ね調和する地すべり・津波モデルでのシミュレーション結果も得られ、千葉大学大学院教授の津久井雅志によると「渡島大島噴火による海面下部分も含めての山体崩壊が原因との説が決定的になった」とされる。

## 関連遺物
- 寛保津波の碑 - 津波犠牲者の供養の為に設置されたもので、正覚院・法華寺（江差町）、泉龍院・光明寺（松前町）、無量寺（八雲町）のものが北海道指定有形文化財に指定されている[26][27][28][29][30]。
- 北海道旧纂図絵 - 松前広長筆とされる、渡島大島の噴火と大津波の被害の様子を描いた絵図が収録されている[31][32]。